# Saman Abdevali
Saman Abdevali (13 de abril de 1991), es un luchador iraní de lucha grecorromana. Ganó una medalla de plata en Campeonato Asiático de 2016. Segundo en Campeonato Mundial Militar en 2013. Campeón Mundial de Juniores del año 2011.